# Epizod
Epizod (en búlgaro: Епизод) es una banda de heavy metal búlgara formada en 1983 en Sofía. Las primeras canciones de la banda fueron inspiradas por el poeta francés François Villon. Epizod es famoso en Bulgaria por sus conciertos, que incluyen teatro, un coro de la Iglesia ortodoxa, y un conjunto de canciones populares y bailes búlgaros.

## Integrantes

### Actuales Miembros
- Emil Chendov
- Simeon Hristov
- Vasil Belezhkov
- Deyan Aleksandrov

### Antiguos miembros
- Panayot Kerelezov
- Rosen Doychinov
- Miroslav Galabov
- Dimitar Argirov (Dimmi Argus)
- Vasil Rangelov Kalpachki
- Dragomir Draganov
- Emil Tasev
- Yavor Aleksandrov
- Nikolay Urumov
- Stoyan Petrov
- Ivo Georgiev (musician)
- Pavlin Bachvarov
- Delyan Georgiev
- Hristo Gyosharkov

## Discografía
- Mолете се... / Pray (1992)
- Мъртвец сред Мъртъвци / Dead Among The Dead (1993)
- Респект / Respect (1999)
- Българският Бог / The Bulgarian God (2002)
- Дошло е време / The Time Has Come (2003)
- Мъжки песни /  Songs of Men (2004)
- Свети патриарх Евтимий / St. Patriarch Evtimii (2004)
- Нашите корени / Our Roots (2006)
- Старият Войн / The Old Soldier (2008)
- Народът на Дуло / The people of Dulo (2010)
- Моята Молитва / My Prayer (2012)